# Montenegro (Quindío)
Montenegro es un municipio del departamento del Quindío en Colombia. Su cabecera municipal se localiza a los 4° 34 de latitud Norte, y 75° 45 de longitud al oeste de Greenwich y se sitúa a 10 kilómetros al oeste de Armenia haciendo parte de su área metropolitana. El municipio comprende un territorio de 148.92 km² discriminados así: 1.8 km² de área urbana y 147.12 km² de área rural.

## Historia
Fundado por Miguel Duque, María Antonia Granada, Nicolás Cadena, Noé y David Alegría, fue declarado municipio en 1911. Su economía se basa principalmente en la agricultura, la ganadería, las artesanías y el agroturismo, destacándose por sus tradicionales fincas cafeteras en funcionamiento y una amplia oferta hotelera, tanto en entornos rurales como urbanos.  
El clima del municipio es templado, con una temperatura promedio anual de 21 °C, una mínima promedio de 16 °C y una máxima promedio de 29 °C.

## Geografía

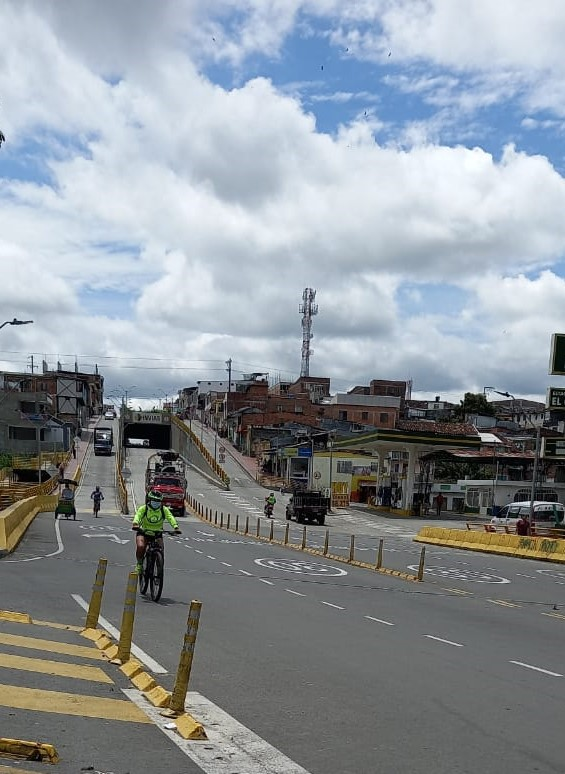
Deprimido de la Ruta Nacional 29 que cruza el centro de la ciudad.

El municipio de Montenegro se localiza a 10 kilómetros al oeste de Armenia y a 300 kilómetros al suroeste de Bogotá a una altitud de 1.294 m s. n. m., con las coordenadas geográficas 4,34° Latitud Norte y 75,45° Longitud Oeste.
Cuenta con una extensión de 148,92 km². Limita al norte con los municipios de Quimbaya y Circasia, al oeste con los municipios de La Victoria y Obando, al este con Circasia y Armenia, y al sur con el municipio de La Tebaida.

## División Político-Administrativa
Además de su cabecera municipal. Montenegro tiene bajo su jurisdicción los siguientes centros poblados:
- Baraya
- Calle Larga
- El Castillo
- El Cuzco
- El Gigante
- La Montaña
- Once Casas
- Pueblo Tapao

## Economía
El municipio de Montenegro es mayoritariamente agrario así como los demás municipios del departamento del Quindío. El municipio produce diversos productos agrícolas, agrarios y ganaderos como el plátano, café, yuca, naranja, mandarina etc.
Por otro lado, en el corregimiento de Pueblo Tapao se encuentra el Parque del Café, el parque temático más importante del departamento y de la región del Eje Cafetero. El parque representa un ingreso importante que mantiene al municipio y gran parte del departamento debido al gran número de turistas que atrae anualmente.

## Servicios públicos
- Energía Eléctrica: Empresa de Energía del Quindío (EDEQ), del grupo EPM, es la empresa prestadora del servicio de energía eléctrica.
- Gas Natural: Efigas es la empresa distribuidora y comercializadora de gas natural en el municipio.